# Еремеево (Коми)
Еремеево (Еремей) — деревня в Троицко-Печорском районе Республики Коми. Входит в состав сельского поселения Приуральский.

## География
Расположена на правом берегу р. Илыч, в 6 км от п. Приуральский. Сыктывкар—Троицко-Печорск — 515 км. Троицко-Печорск—Еремеево — 123 км.

## История
Деревня Еремеево — единственно уцелевшая коми деревня в бассейне реки Илыч. Деревня Еремеево была основана в 1808 г. переселенцем из Троицко-Печорска охотником-промысловиком Еремеем Бажуковым.
В Еремеево есть медпункт, детский сад, почта, магазины, клуб, таксофон.

## Население
| 2010 |
| ---- |
| 198  |

| 1970 | 1979 | 1989 | 1992 | 1995 | 2002 | 2006 | 2010 |
| ---- | ---- | ---- | ---- | ---- | ---- | ---- | ---- |
| 290  | 209  | 272  | 259  | 271  | 224  | 222  | 198  |

## «Вöралысьяслöн гаж»
«Вőралысьяслőн гаж» — республиканский праздник охотников верхней Печоры, проходит с 2003 года в деревне Еремеево Троицко-Печорского района Республики Коми раз в два года. Возрастной диапазон конкурсантов — от 18 и старше. Есть отдельные соревнования для подростков. Учредителями праздника являются: Министерство национальной политики Республики Коми, Администрация муниципального района «Троицко-Печорский». Организаторы праздника — Управление культуры администрации муниципального района «Троицко-Печорский», Муниципальное учреждение культуры «Троицко-Печорский районный Дом культуры».
В XVIII—XIX веках артели охотников-земляков собирались перед началом промысла в определённом месте и согласовывали промысловые маршруты так, чтобы были соблюдены интересы каждого. У верхнепечорских и илычских охотников при походах за Урал таким пунктом сбора была деревня Еремеево. Традиция этих сборов сохранилась и переросла в республиканский праздник.
Праздник охотника в Троицко-Печорском районе впервые был организован в марте 2001 года в селе Покча, под названием Сельский праздник «Ни пуха, ни пера». Праздник был посвящен охотничьим династиям.